# 牌の魔術師
『牌の魔術師』（パイのまじゅつし）は、阿佐田哲也による日本の小説。また、それをもとにした漫画作品。

## 概要
戦後の日本・昭和20年代を舞台とした短編小説。同著者の作品『麻雀放浪記』と同じく麻雀を題材とする。
漫画化もされており、『プレイコミック』（秋田書店）にて題名は同じで北野英明による作画、ほんまりう（竹書房）による作画で題名『牌の魔術師 哲也』が存在する。

## 収録作品
- 『天和の職人』
- 『捕鯨船の男』
- 『ブー大九郎』
- 『黒人兵キャブ』
- 『赤毛のスーちゃん』
- 『イッセイがんばれ』
- 『まんしゅうチビ』
- 『留置場麻雀』
- 『ベタ六の死』
- 『山石雀ゴロ伝』
- 『ブー大九郎の復讐』
- 『左打ちの雀鬼』
- 『イーペイコウの女』
- 『ごきぶりタミイ』
- 『"切返し"の寒三郎』
- 『南の三局一本場』
- 伊集院静による解説・『"阿佐田哲也の世界"』

## 登場人物
大柴久作 / 長靴
『天和の職人』に登場。麻雀街道で古い雀士の間で少し名をなせる麻雀打ち。天和の積み込み技を使う"二の二の職人"の第一級の代表格で、「二の二の柴久」の異名を持つ。
ダンチ
『捕鯨船の男』から登場。イカサマはほとんど使わずに博打を打つ（正義心からではなく、単に細かい技が不得意なだけ。とのこと）。船員たちをカモに、博打で船員たちから給料を巻き上げる。後にその行動が仇となって、船員の一人に重傷を負わされ、船医に治療費のツケを持っていかれた。
その後、著者とは20年近く会うことはなかったが、『東一局五十二本場』収録作品『なつかしのギャンブラー』にて再会を果たす。
大九郎 / 黒眼鏡
『ブー大九郎』『ブー大九郎の復讐』に登場。昭和22年当時、大阪にて主流であるブー麻雀において、盲目ながらも常勝する凄腕の麻雀打ち。著者が19歳のときに二度冷や汗を掻かせた凄腕の勝負師と評される。
キャブ
『黒人兵キャブ』に登場。進駐軍軍人の1人で著者・近藤とは顔なじみ。麻雀では必ず一回はチョンボすることから著者のバイニン仲間の間では「チョンボのキャブ」の異名を持つ。
近藤
『黒人兵キャブ』に登場。著者のオヒキ（コンビを組む仲間）で、レッドパージで大学を追われたインテリゴロ。
ジェファーソン
『黒人兵キャブ』に登場。進駐軍軍人で階級は軍曹。著者・近藤・ハートフィールドと同卓で麻雀を打つ。
ハートフィールド
『黒人兵キャブ』に登場。進駐軍軍人の1人で古兵。
すみれ
イッセイ
満州チビ
『まんしゅうチビ』に登場。本名不明で、彼の素性を知る雀荘の主人も知らず、通称「チビ」と呼ばれ、客たちからも「おっさん」「おい」などと呼ばれている。極端に無口だが、ある客が満州時代の話をしている際にチビが喰い付きその話に乗ったことから「満州チビ」が名になった。
剣崎六郎
フー公
印南善一
『左打ちの雀鬼』に登場。著者とは古い因縁がある、ガン牌使いのバイニン。麻薬中毒で「ヤクの善ちゃん」と呼ばれ、雀荘で一般人や雀ゴロに煙たがられている。
タミイ

## 書籍
角川文庫
- 2002年2月25日発売 ISBN 4-04-145968-0

漫画・『牌の魔術師 哲也』 竹書房、バンブー・コミックス
- 2003年7月25日発売 ISBN 978-4812458464